# Tom Clancy’s EndWar
Tom Clancy’s EndWar — компьютерная игра в жанре тактики в реальном времени, разработанная компанией Ubisoft Shanghai и изданная компанией Ubisoft Entertainment в начале ноября 2008 года для основных игровых консолей седьмого поколения и 24 февраля 2009 года для PC. Создана по медиафраншизе Тома Клэнси.

## Предыстория
В 2015 году в результате обмена ядерными ударами на Ближнем Востоке было убито 20 000 000 человек и нарушены мировые поставки нефти. Цена сырой нефти подпрыгнула до отметки 800 долларов за баррель. Год спустя была устранена возможность возникновения мирового ядерного конфликта, когда США и Европа развернули комплексный космический противоракетный щит. За ними последовала Российская Федерация со своей усовершенствованной системой ПРО. Межконтинентальные баллистические ракеты полностью устарели. Россия становится основным поставщиком энергоносителей и переживает невероятный экономический бум. На фоне экономических успехов Российская Федерация быстро возвращает себе статус основной сверхдержавы и восстанавливает свою военную мощь. А в это время вся континентальная Европа объединяется для создания Европейской Федерации. Этой новой нации суждено стать грозной сверхдержавой 21-го столетия. В 2020 году США завершают строительство Звезды свободы, орбитальной военной платформы, вызывающей многочисленные споры и нарушающей мировую расстановку сил. Европейская Федерация с протестом выходит из НАТО. Отношения между Европой, США, и Россией становятся всё более натянутыми и скоро достигнут критической отметки. Мир застыл в преддверии последней войны.

## Сюжет
Полковнику Элитного Федеративного Европейского Корпуса Э.Ф.Е.К. Антонио Мальдини даётся задание уничтожить наступающие танки террористов в Хорватии.
В роли полковника сил быстрого реагирования С.Б.Р. США Джордана Тейлора игрок отбивает нападение на КЦ им. Кеннеди во Флориде. Это первая из так называемых «атак 4-го апреля». Затем игрок отражает атаку террористов на нефтезавод в Розенбурге в Нидерландах.
После этого в роли полковника спецназа РФ Федора Савилова придётся отбивать атаку на термоядерный реактор в России. Причём генерал-полковник Спецназа Сергей Изотов ясно даёт понять, что он отлично осведомлён о атаке ещё до её начала: «Вот и они, начинают атаку, о которой в новостях объявили 20 минут назад».
Американцы захватывают министра обороны Европы Франсуа Пуллена. Закрепившись в порту Копенгагена, они сдерживают натиск европейцев.
Управление переходит к командованию войсками Европы и защиты порта Копенгагена. После окончания сообщается о том, что конфликт в Дании не перерос в войну.
В седьмой миссии станет ясно, что именно генерал-полковник спецназа РФ Сергей Изотов организовал атаки 4 апреля, боясь мощного союза Европы и Америки против России. Под видом террористов российский спецназ полковника Савилова внедряет в европейскую ПРО компьютерный вирус «Стилет». После миссии видим ролик о том, что противоракетный спутник ЕФ из-за внедрённого вируса уничтожил корабль, летящий к военной космической станции. В игре девять сюжетных миссий и две из них зависят от выбора фракции после седьмой миссии.
США и РФ объявляют войну Европе. Но после нападения России на Польшу, США объявляют войну и РФ. По выбору можно уничтожить резервный корабль американцев или другие две цели атак 4 апреля. После этого следует операция по защите столицы выбранного государства. Третья Мировая Война началась…

## Воюющие стороны и боевые единицы
Всего в игре присутствуют 4 воюющих стороны, из которых 3 играбельных, которые представлены в основном спецназом. Это: Россия, Европа, США. Неиграбельной является «Забытая армия» (англ. Forgotten Army) — тайная военно-террористическая организация, упоминаемая в первых миссиях.
У каждой из сторон есть 7 классов юнитов: стрелки, инженеры, БТР, танки, САУ, вертолёты, а также командно-штабной автомобиль с сопровождением пехоты (только у России) или боевых роботов. Стрелки отлично уничтожают инженеров, могут дооснащаться снайперами, системами маскировки, целеуказания артиллерии, обнаружения таких же «невидимок» и мин, а также заброски в любое место на карте. Инженеры справляются с любой техникой, пока находятся в укрытии или в здании, а также вызывают отряды охраны и работают с противотанковыми (а для США и России — и противовертолётными) минами. Танки истребляют стрелков и БТРы, БТРы сбивают вертолёты и перевозят пехоту, вертолёты охотятся на танки и артиллерию.
Также присутствуют возможности дополнительной поддержки: задействование отрядов регулярной армии, авиаудар и электромагнитный импульс. При развитии юнитов в казарме, можно улучшать их. От простого конвоя из нескольких автомобилей и отрядов солдат до мощного конвоя из нескольких отрядов солдат, бронеавтомобилей и танков — для командно-штабного автомобиля, усиления атаки, защиты, скорости передвижения и спецвозможностей — для остальных войск. Для применения этих спецвозможностей требуется захватывать и улучшать узлы связи, разброссаные по карте. Причем за захват каждого узла начисляются «очки действий», необходимые для применения этих самых возможностей или вызова подкрепления. Но это доступно только при прохождении кампании.
Так же в ходе некоторых сражений (как в кампании, так и в мультиплеере) присутствует фаза «DEFCON 1», когда обе стороны конфликта могут использовать оружие массового поражения: Европейская Федерация использует размещённые на спутниках ионные орудия, США, как и Европа, применяет спутники, переоборудованные под кинетические бомбардировщики, а Россия располагает баллистическими ракетами с термобарическими боеголовками. Помимо этого фракция, проигрывающая сражение, может 1 раз за бой взломать один из вражеских узлов связи.

## Отзывы
| Сводный рейтинг    | Сводный рейтинг                                                      |
| Агрегатор          | Оценка                                                               |
| ------------------ | -------------------------------------------------------------------- |
| GameRankings       | 70,36 % (DS) 68,27 % (PC) 77,76 % (PS3) 69,67 % (PSP) 78,91 % (X360) |
| Metacritic         | 69 (DS) 68 (PC) 76 (PS3) 68 (PSP) 77 (X360)                          |
| Иноязычные издания |                                                                      |
| Издание            | Оценка                                                               |
| 1UP.com            | C                                                                    |
| Famitsu            | 34/40 (X360)                                                         |
| Game Informer      | 7,75/10                                                              |
| GameSpot           | 7,5/10 (PS3)                                                         |
| OXM                | 8,0/10                                                               |